# Strategia wojskowa
Strategia wojskowa – element strategii bezpieczeństwa narodowego lub międzynarodowego, określający sposób w jaki należy rozwijać i wykorzystywać potencjał militarny dla osiągnięcia celów państwa lub grupy państw. To teoria i praktyka przygotowania i wykorzystania potencjału wojskowego w walce zbrojnej, prowadzonej w skali wojny, dla osiągnięcia założonych celów militarnych.

## Charakterystyka strategii
Strategia to jeden z najstarszych działów sztuki wojennej. Pojęcie strategii ewoluowało na przestrzeni lat. Początkowo dotyczyło wyłącznie kierowania siłami zbrojnymi. Kiedy dostrzeżono, że wojna nie jest wyłącznie zjawiskiem militarnym, klasyczne rozumienie strategii już nie wystarczało. Dla odróżnienia polityki państwa od strategii militarnej, zaczęto używać terminu wielka strategia. Był on przypisany kierownictwu politycznemu, a wielka strategia dotyczyła przedsięwzięć cywilnych i wojskowych przed i po zakończeniu wojny. W ramach samej strategii, jako jej specyficzną dziedzinę, zaczęto wyróżniać strategię wojskową.
W pierwszej połowie XX wieku współistniały obok siebie strategia wojenna zajmująca się wojną w ogóle oraz wojskowa rozpatrująca użycie sił zbrojnych w wojnie.
Od połowy XX wieku nastąpił podział strategii na liczne strategie szczegółowe. Są to: strategia narodowa, która obejmuje relacje pomiędzy celami i środkami, władzą a zadaniami, możliwościami i zamiarami; strategia bezpieczeństwa narodowego, czyli teoria i praktyka działania państwa ukierunkowanego na osiągnięcie celów przyjętych w dziedzinie bezpieczeństwa, ujmowanych w skali ogólnej. Poziom strategiczny obejmuje zazwyczaj dwa szczeble: polityczny oraz militarny. Szczebel polityczny poziomu strategicznego, reprezentowany przez władze
polityczne państwa czy sojuszu, stanowi źródło siły i decyzji. Szczebel militarny na poziomie strategicznym reprezentowany jest przez najwyższego rangą dowódcę wojskowego i jego sztab, który najczęściej funkcjonuje w strukturach ministerstwa obrony. Dowódca poziomu strategicznego pełni podwójną rolę, jest bowiem doradcą w obszarze wykorzystania militarnego źródła siły oraz dowodzi całością sił zbrojnych.
Przykłady prób zdefiniowania pojęcia strategii
Franciszek Skibiński – sposób postępowania w przygotowaniu i przeprowadzeniu wojny (kampanii), obrany i zastosowany przez najwyższe ogniwa władzy państwowej i naczelne dowództwo sił zbrojnych.
Sekstus Juliusz Frontyn – strategia jest tym, to co wódz wykonuje według z góry obmyślanego planu we właściwy sposób, z całą formalnością i wytrwałością.
Carl von Clausewitz – nauka o użyciu bitew do celów wojny
Antoine-Henri Jomini – to sztuka doprowadzenia głównych sił armii do najważniejszego punktu teatru wojny lub strefy operacyjnej.
André Beaufre – sztuka wykorzystania siły dla osiągnięcia celów militarnych polityki;
C. S. Gray – świadome posługiwanie się siłą, jej użycie lub groźba, w celach polityki.